# Vyvraždění Vršovců (1108)
Vyvraždění Vršovců roku 1108 byl násilný akt, při němž čeští velmožové dne 26., 27., nebo 28. října 1108 povraždili na hradišti Vraclav ve východních Čechách a na dalších místech členy významného rodu Vršovců z pokynu českého knížete Svatopluka Olomouckého. Historicky se jednalo o třetí pokus ze strany v Čechách vládnoucích Přemyslovců, který následně definitivně odstranil Vršovce z mocenského souboje v zemi. Přežil údajně pouze jediný rodinný klan, který pak bývá spojován se Svatoplukovou vraždou roku 1109.

## Okolnosti

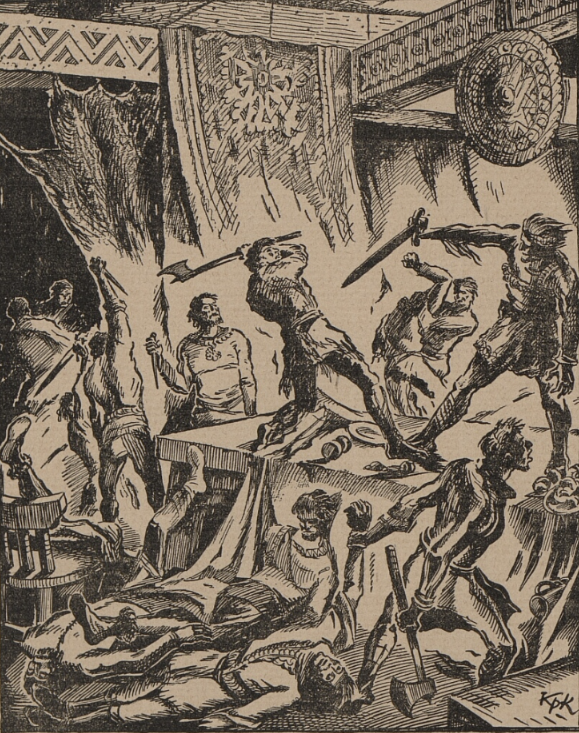
Krvavý kvas na Vyšehradě 9. února 1003 (kresba, Jan Konůpek, 1922)

Významný český velmožský rod Vršovců zasahoval do domácí politiky od doby formování českého státu. Mocensky se spojovali s vládnoucími Přemyslovci, mj. bývají označováni jako podílející se na vyvraždění Slavníkovců roku 995 na hradišti Libice nad Cidlinou, a následně zde také sídlili. V rámci politických bojů s Přemyslovci čelil rod do té doby dvěma pokusům o vyvraždění, a to poprvé 9. února 1003 na Vyšehradě z iniciativy Boleslava III., podruhé pak v roce 1014 z nařízení knížete Oldřicha.
Ve druhé polovině 11. století pak dosáhli svého mocenského vrcholu, kdy se přední člen Mutina stal pobočníkem a tajemníkem knížete Břetislava II., do jehož násilné smrti byl možná zapleten. V roce 1108 pak dokonce zastupoval vládnoucího Svatopluka Olomouckého v době jeho výjezdu do Uher. V této době byl i kastelánem v litoměřické kastelánii, další člen rodu, Božej byl kastelánem v Žatci. Svatopluk se však v Uhrách dozvěděl, že Mutina je údajně v jeho nepřítomnosti v kontaktu s Bořivojem II., knížetem vyhnaným z Čech do Polska. To jej velmi rozlítilo a navracel se do Čech s rozhodnutím zrádce potrestat.

## Průběh krveprolití
Svatopluk se svým doprovodem doputoval na konci října 1108 na hradiště Vraclav, kde byl přijat Mutinou a jeho příbuznými. Vztek nedal kníže najevo a pokojně zde s družinou strávil noc. Druhého dne pak svolal přítomné k jednání, zde otevřeně označil Mutinu a další za podvraceče knížecího majestátu. Vzápětí pak Svatoplukovi muži tasili zbraně a usmrtili Mutinu, jeho syny a další příbuzné, ostatní Vršovce nechal Svatopluk zatknout.

Na příkaz knížete byli Vršovci vražděni a zajímáni také na dalších místech, mj. na hradišti Libice či v Praze. Český kronikář Kosmas ve své kronice popisuje scénu, jež se odehrála 28. října roku 1108 na pražském tržišti a jíž byl očitým svědkem:
| „                 | Nemohl jsem se dověděti, kolik hlav z tohoto rodu bylo vydáno na smrt, protože nebyli zabiti ani jednoho dne, ani na jednom místě. Neboť jedni byli vedeni na tržiště a jako dobytek byli skoleni, jiní byli na hoře Petříně sťati, mnoho jich bylo povražděno v domech nebo na ulicích. Ale co mám říci o smrti synů Mutinových, jejichž smrt byla snad nad každou jinou smrt ukrutnější? Byli to hodní hošíci, v tváři sliční, na pohled líbezní, jakých by ani bystrý umělec v bílé slonovině, ani malíř na stěně nedovedl vypodobiti. Neboť jsme je viděli, jak byli žalostivě vlečeni na tržiště, a slyšeli, jak častokrát volali: Máti má, máti má! až je oba krvavý kat, jako prasátka je drže v podpaží, podřezal nožem. | “ |
| — Kosmova kronika | |   |

## Důsledky

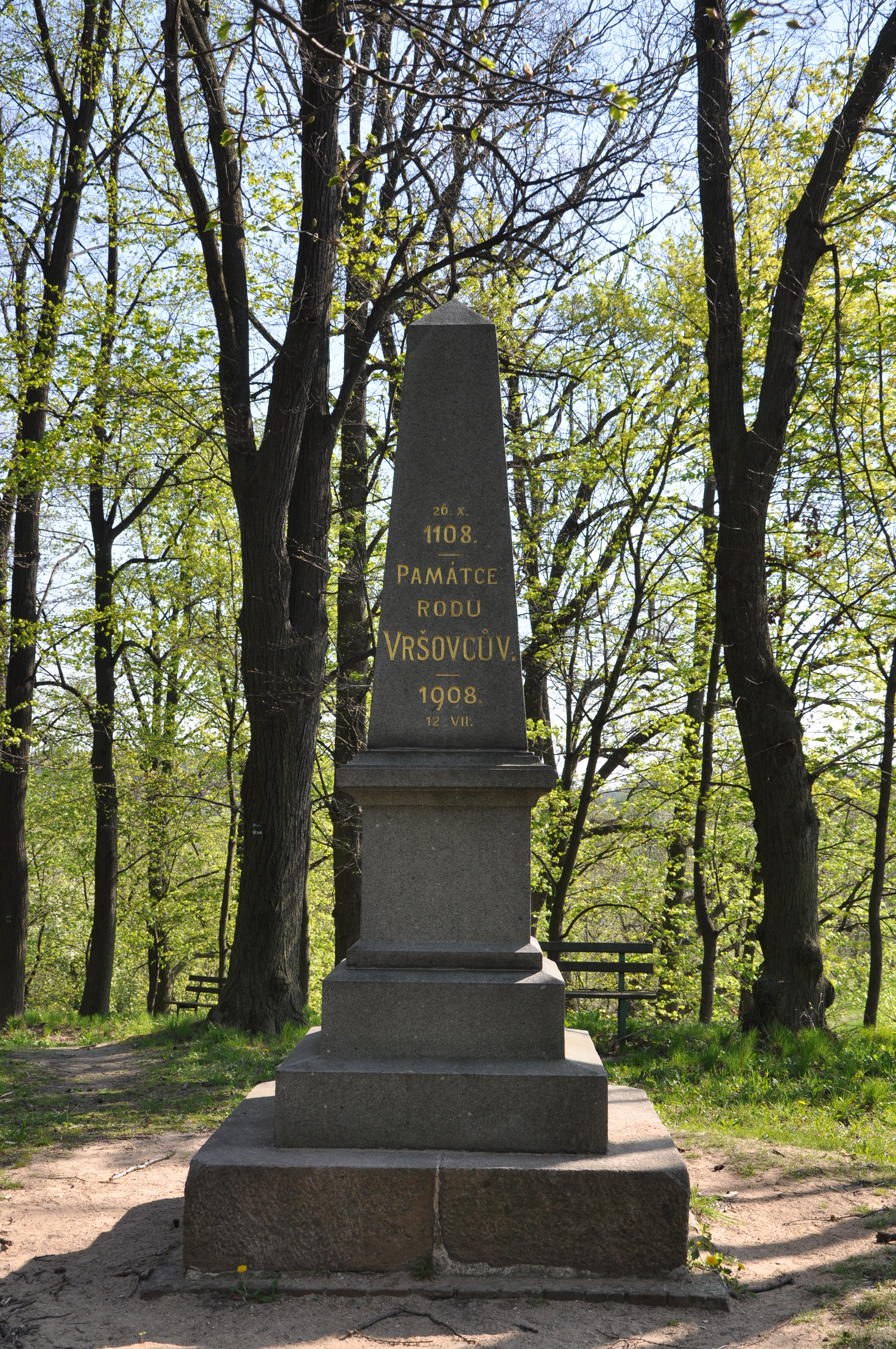
Pomník události na Vraclavi z roku 1908

Po masakru roku 1108 zůstala z rozsáhlého rodu naživu jen jedna známá rodina Vršovců. Starší prameny udávají počet obětí až do výše tří tisíc. Je pravděpodobné, že její členové byli zapojeni do vraždy knížete Svatopluka 21. září 1109, jakožto naplnění krevní msty. Tito přeživší Vršovci pak do konce 12. století v podstatě dokázali získat zpět dřívější mocenské pozice, nikdy již však členové zmenšeného rodu nepředstavovali výraznější ohrožení pro přemyslovskou dynastii, vládnoucí v českých zemích až do roku 1305.
Roku 1908 byl u příležitosti 800. výročí události na místě vraclavského hradiště vztyčen pomník v podobě kamenného obelisku.